# Élections régionales de 2010 en Basse-Normandie
Pour un article plus général, voir Élections régionales françaises de 2010.

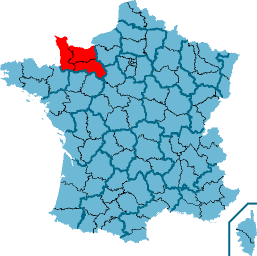
La région Basse-Normandie

Les élections régionales en Basse-Normandie ont eu lieu les 14 et 21 mars 2010.

## Mode d'élection
Le mode de scrutin est fixé par le code électoral. Il précise que les conseillers régionaux sont élus tous les six ans.
Les conseillers régionaux sont élus dans chaque région au scrutin de liste à deux tours sans adjonction ni suppression de noms et sans modification de l'ordre de présentation. Chaque liste est constituée d'autant de sections qu'il y a de départements dans la région.
Si une liste a recueilli la majorité absolue des suffrages exprimés au premier tour, le quart des sièges lui est attribué. Le reste est réparti à la proportionnelle suivant la règle de la plus forte moyenne. Une liste ayant obtenu moins de 5 % des suffrages exprimés ne peut se voir attribuer un siège.
Sinon on procède à un second tour où peuvent se présenter les listes ayant obtenu 10 % des suffrages exprimés. La composition de ces listes peut être modifiée pour comprendre les candidats ayant figuré au premier tour sur d’autres listes, sous réserve que celles-ci aient obtenu au premier tour au moins 5 % des suffrages exprimés et ne se présentent pas au second tour. À l’issue du second tour, les sièges sont répartis de la même façon.
Les sièges étant attribués à chaque liste, on effectue ensuite la répartition entre les sections départementales, au prorata des voix obtenues par la liste dans chaque département.

## Rappel des résultats de 2004
| Tête de liste  | Tête de liste       | Liste                         | Premier tour | Premier tour | Second tour | Second tour | Sièges | Sièges |
| Tête de liste  | Tête de liste       | Liste                         | #            | %            | #           | %           | #      | %      |
| -------------- | ------------------- | ----------------------------- | ------------ | ------------ | ----------- | ----------- | ------ | ------ |
|                | René Garrec         | UMP - UDF dissidents - MPF    | 172 050      | 28,74        | 257 352     | 40,01       | 14     | 29,8   |
|                | Philippe Augier     | UDF                           | 55 436       | 9,26         | 257 352     | 40,01       | 14     | 29,8   |
|                | Philippe Duron      | PS - PCF - MRC                | 143 095      | 23,91        | 297 279     | 46,22       | 28     | 59,6   |
|                | Alain Tourret       | PRG - Les Verts               | 50 105       | 8,37         | 297 279     | 46,22       | 28     | 59,6   |
|                | Fernand Le Rachinel | FN                            | 83 742       | 13,99        | 88 618      | 13,78       | 5      | 10,6   |
|                | Didier Vergy        | CPNT                          | 31 376       | 5,24         |             |             |        |        |
|                | Christine Coulon    | LCR - LO                      | 28 888       | 4,83         |             |             |        |        |
|                | Jérémy Folly        | DVG                           | 17 586       | 2,94         |             |             |        |        |
|                | Étienne Adam        | ANPAG - Les Alternatifs - CIT | 16 268       | 2,72         |             |             |        |        |
|                |                     |                               |              |              |             |             |        |        |
| Inscrits       | Inscrits            | Inscrits                      | 1 030 768    | 100,00       | 1 030 843   | 100,00      |        |        |
| Abstention     | Abstention          | Abstention                    | 396 601      | 38,48        | 360 473     | 34,97       |        |        |
| Votants        | Votants             | Votants                       | 634 167      | 61,52        | 670 370     | 65,03       |        |        |
| Blancs et nuls | Blancs et nuls      | Blancs et nuls                | 35 621       | 5,62         | 27 121      | 4,05        |        |        |
| Exprimés       | Exprimés            | Exprimés                      | 598 546      |              | 643 249     |             |        |        |

Les listes PS et des verts ont fusionné entre les deux tours
L'UDF n'a pas fusionné avec l'UMP au second tour.

## Contexte régional

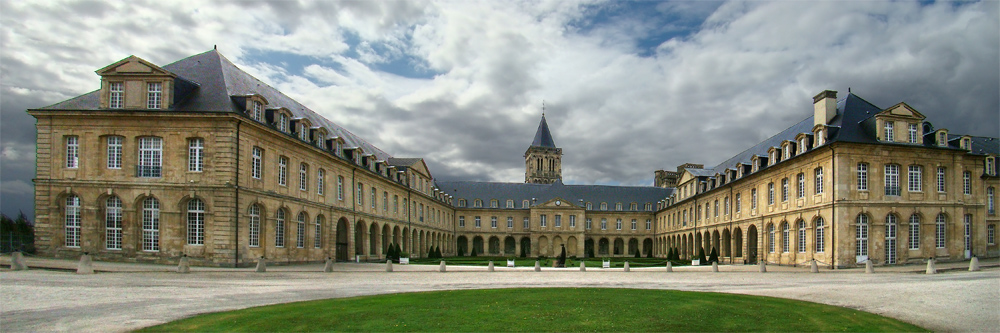
L'Abbaye aux Dames de Caen, siège du Conseil Régional

La Basse-Normandie a, en règle générale, un électorat traditionnellement orienté à droite, plus particulièrement vers la famille dite de la « droite indépendante » ou « conservatrice libérale » (CNIP, RI, PR, UDF, certains « Balladuriens » au sein du RPR, DL puis cette tendance au sein de l'UMP), ainsi qu'au centre. Ainsi, les trois conseils généraux ont à ce titre été présidés, ne serait-ce que depuis le début de la Cinquième République, par des membres de la droite et plus généralement de cette famille politique « libérale » (les seules exceptions semblant être, tout en étant de droite, Robert Bisson, gaulliste de l'UDR, de 1970 à 1979 dans le Calvados, Jean-François Le Grand, issu du RPR mais soutien en 1995 d'Édouard Balladur, dans la Manche ou surtout les deux présidents gaullistes successifs de l'Orne Hubert d'Andigné puis Gérard Burel de 1967 à 2007). C’est donc à la surprise générale que l'Abbaye aux Dames, nom donné par métonymie au conseil régional de Basse-Normandie, est passée aux mains de la gauche plurielle, menée par Philippe Duron, en 2004. Notamment grâce au maintien de la liste FN dans une triangulaire au second tour et dans un contexte de « vague rose » où 20 des 22 régions métropolitaines seront remportées par le PS, il l'a emporté face au président sortant, en place depuis la création des conseils régionaux élus au suffrage direct en 1986, le sénateur UDF-PPDF, DL puis UMP René Garrec. Le principal enjeu du scrutin des régionales de 2010 réside donc en la capacité du Parti socialiste à garder cette région, face à l’union de la Majorité présidentielle emmenée par le sénateur et président UMP du conseil général de la Manche Jean-François Le Grand qui compte bien reconquérir cet ancien bastion.
Les résultats en Basse-Normandie des élections nationales ou locales qui ont eu lieu entre 2004 et 2010 semblent indiquer la persistance d'un avantage à la droite, mais avec des réussites notables néanmoins pour la gauche. À l'élection présidentielle de 2007, Nicolas Sarkozy est placé en tête tant au premier tour (30,84 % des suffrages, contre 22,99 % à Ségolène Royal et une percée à 20,23 % pour François Bayrou traduisant l'important électorat centriste de la région) qu'au second (54,22 % contre 45,78 % à la candidate socialiste) par les électeurs bas-normand, scores toutefois pratiquement similaires à ses résultats nationaux. De plus, aux élections législatives du mois de juin suivant, si la droite conserve 11 des 14 circonscriptions de la région (10 UMP, 1 Nouveau Centre), elle en perd deux dans le Calvados (la première, au profit de Philippe Duron, et la deuxième) et une (la cinquième) dans la Manche. Il faut noter toutefois que l'UMP-UDF avait réussi en 2002 à remporter la totalité des circonscriptions de Basse-Normandie, et que les trois circonscriptions perdues en 2007 ont été en réalité reconquises par la gauche qui les détenait depuis plus ou moins longtemps avant 2002. 
Aux élections municipales de mars 2008, collant à la tendance nationale, la gauche réalise un plutôt bon résultat dans les communes basses-normandes. Alençon, préfecture de l'Orne et 3e ville de la région, détenue par la droite depuis 1989, est conquise par le socialiste Joaquim Pueyo dès le premier tour. Et la capitale régionale, Caen, qui n'avait plus eu de maire clairement à gauche depuis René Perrotte en 1919, donne une large victoire au second tour, avec 56,26 % des suffrages, à la liste unissant toute la gauche caennoise, une première depuis 1971, derrière le président de région Philippe Duron qui est donc élu maire au détriment de Brigitte Le Brethon (UMP, maire sortant). Il quitte la présidence du conseil régional pour cause de cumul de mandat et est remplacé le 3 avril 2008 par son 1er vice-président Laurent Beauvais. Ce dernier reste alors relativement peu connu du grand public de Basse-Normandie, n'ayant jamais été parlementaire (contrairement à Philippe Duron qui le fut déjà de 1997 à 2002) et n'ayant pas occupé de mandats locaux autres que ceux d'adjoint au maire d'Argentan, sous-préfecture de l'Orne de moins de 15 000 habitants, et de président de la Communauté de communes du Pays d'Argentan. Depuis l'élection des conseils régionaux au suffrage universel direct en 1986, il est le premier chef de l'exécutif régional à ne pas être issu du Calvados, département le plus peuplé, et le premier depuis la création de l'institution en 1974 à venir de l'Orne, département le moins peuplé. Toutefois, un sondage LH2 réalisé en décembre 2009 montre 56 % des personnes interrogées en Basse-Normandie savent, spontanément ou après qu'on a cité son nom, que Laurent Beauvais est leur président de région, même si seulement 15 % ont pu donner directement son nom (ce qui en fait le 5e chef d'exécutif régional le plus méconnu de France). Parmi les autres villes de Basse-Normandie à passer à gauche figure également Granville dans la Manche. 
Lors des élections européennes de juin 2009, la liste UMP de Dominique Riquet avait obtenu dans la région le meilleur score, avec 27,05 % des suffrages exprimés (soit légèrement inférieur au résultat national de la majorité présidentielle, établi à 27,88 %). Il faut y ajouter la relative bonne performance en Basse-Normandie de la liste eurosceptique Libertas unissant le CPNT au MPF, deux partis associés à l'UMP et aux autres mouvements de la majorité gouvernementale pour les régionales de 2010, qui avait alors réuni 5,8 % des voix. Les listes PS de Gilles Pargneaux et Europe Écologie d'Hélène Flautre, deux entités également présentes séparément pour ces régionales sous la conduite respective du président de conseil régional sortant Laurent Beauvais et de l'ancien dirigeant d'ATTAC et de la Confédération paysanne François Dufour, s'étaient pour leur part talonnées avec 15,51 % des suffrages pour la première et 14,81 % pour la seconde.
Malgré son unité sous l'étiquette de la Majorité présidentielle, le lancement de la droite parlementaire dans la course des régionales de 2010 ne s'est pas fait sans heurt, notamment dans le choix de son chef de file et la composition de sa liste. C'est le sénateur et président du conseil général de l'Orne Alain Lambert qui est tout d'abord désigné chef de file de l'UMP pour les régionales de 2010 en Basse-Normandie par les militants de cette région le 22 mars 2009 par 1 385 voix (54,49 %) contre 1 152 (45,41 %) à la députée du Calvados et chef de l'opposition au conseil régional sortant Nicole Ameline. Mais Lambert finit par renoncer à mener la droite bas-normande six mois plus tard, par suite de l'absence de consensus autour de sa candidature et parce qu'il s'oppose à ce que la tête de la liste soit confiée à son homologue pour le Nouveau Centre, le maire de Deauville Philippe Augier, qu'il accuse d'avoir « fait perdre la Région, il y a 5 ans » (Philippe Augier avait conduit alors au premier tour une liste UDF contre la majorité sortante de droite René Garrec, et n'avait pas fusionné avec elle pour le second tour, bien qu'appelant à faire barrage à la gauche). Un temps pressentie pour le remplacer, Nicole Ameline se voit préférer par la direction de l'UMP Jean-François Le Grand le 16 novembre 2009. Et, la semaine suivante, le comité de liaison de la majorité présidentielle confirme Le Grand comme tête de liste régionale et départementale dans la Manche, Philippe Augier obtenant celle du Calvados et les deux hommes formant une forme de « tandem » ou de « ticket ». Nicole Ameline annonce à la suite de cela apporter un « soutien de principe » au tandem Le Grand-Augier mais qu'elle ne sera pas présente sur la liste, regrettant de ne pas avoir été investie alors que, selon elle, elle seule « réunissait toutes les conditions de la victoire pour la droite ». De son côté, les centristes du MoDem sont conduits par le maire d'Hérouville-Saint-Clair, conseiller général pour le canton de Caen-6 et député sortant Rodolphe Thomas pour la région et le Calvados, associé à la conseillère municipale d'opposition à Argentan Odile Le Crosnier dans l'Orne et le maire de Périers Gabriel Daube dans la Manche. Il espère réaliser au moins le même score que la liste de Corinne Lepage aux européennes de 2009 dans la région (à savoir 10,77 % des voix), ce qui lui permettrait de se qualifier pour le second tour.   
Laurent Beauvais réussit à réunir derrière lui dès le premier tour le PCF (comme en 2004, les militants communistes de la région ayant préféré, à 52,4 %, l'alliance avec les socialistes plutôt que la constitution d'une liste Front de gauche qui n'avait d'ailleurs recueilli que 3,96 % des voix en Basse-Normandie lors des européennes de 2009) et le PRG (alors que ce mouvement s'était associé au premier tour en 2004 avec les Verts). Il échoue toutefois à trouver un accord avec le MRC qui annonce à la fin du mois de janvier 2010 la constitution d'une liste distincte avec le Mouvement socialiste, écologique et autogestionnaire (MSEA) sous la conduite, régionalement et dans le Calvados, de l'ancien conseiller général pour le canton d'Hérouville-Saint-Clair (Caen-5) et conseiller municipal d'opposition d'Hérouville-Saint-Clair Serge Lézement. Finalement ce dernier n'a pas pu présenter de liste à la date limite du 15 février 2010 en préfecture. Europe Écologie pour sa part espère surfer sur la vague de son bon résultat aux européennes, même si une fusion avec la liste Beauvais (qui propose notamment que la tête de liste dans le Calvados revienne alors à un écologiste) paraît acquise pour le second tour tout en voulant « un projet écologiste de gauche pour la Basse-Normandie ». Les deux autres listes de gauche sont donc le NPA qui mène bataille commune avec le Parti de gauche de Jean-Luc Mélenchon, et Lutte ouvrière qui part seul. 
Enfin à l’extrême droite, le FN aura sans doute du mal à pouvoir se maintenir au second tour comme en 2004. En effet son impact a non seulement diminué (avec seulement 6,86 % réalisés aux européennes dans la région, mais en plus une liste concurrente du Parti de la France lui fait face, avec à sa tête Fernand Le Rachinel, qui était lui-même tête de liste du FN en 2004.

## Candidats

### Têtes de liste au premier tour
- LO : Pierre Casevitz
- NPA-PG Liste unitaire anticapitaliste antilibérale et écologiste : Christine Coulon (NPA), conseillère municipale d'Alençon (Orne)
- PS-PRG-PCF La Gauche solidaire, innovante et écologique : Laurent Beauvais (PS), président sortant, conseiller municipal d'Argentan et président de la Communauté de communes du Pays d'Argentan (Orne).
- Europe Écologie : François Dufour ancien dirigeant d'Attac et de la confédération paysanne.
- MoDem La Normandie de toutes nos forces : Rodolphe Thomas, maire d'Hérouville-Saint-Clair et conseiller général du Calvados
- Majorité présidentielle Pour notre Normandie, ensemble, soyons conquérants : Jean-François Le Grand (UMP), sénateur et président du conseil général de la Manche, ancien maire de Lessay jusqu'en 1996.
- PDF Pour notre Normandie, nos emplois, notre sécurité, nos familles, nos traditions, notre identité, d'union des nationaux normands : Fernand Le Rachinel[19], ancien député européen, ancien conseiller général de la Manche et ancien conseiller régional
- FN : Valérie Dupont, conseillère régionale

### Têtes de liste se maintenant au second tour

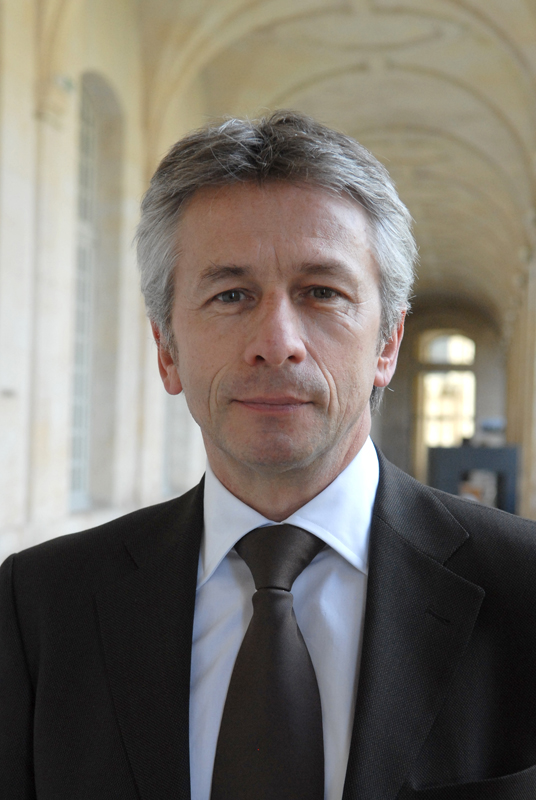
Laurent Beauvais
Jean-François Le Grand

### Têtes de liste départementale
| Listes | Listes                                   | Calvados                   | Manche                       | Orne                    |
| ------ | ---------------------------------------- | -------------------------- | ---------------------------- | ----------------------- |
|        | Liste Casevitz (LO)                      | Christophe Garcia          | Isabelle Peltre              | David Launay            |
|        | Liste Coulon (NPA/PG)                    | Fabrice Fourré (PG)        | Nathalie Menard (NPA)        | Jean-Claude Marie (PG)  |
|        | Liste Beauvais (PS)                      | Corinne Féret              | Jean-Pierre Godefroy         | Laurent Beauvais        |
|        | Liste Dufour (EÉ)                        | Pascale Cauchy (PRG diss.) | François Dufour (ATTAC)      | Yannick Soubien (Verts) |
|        | Liste Thomas (MoDem)                     | Rodolphe Thomas            | Gabriel Daube                | Odile Le Crosnier       |
|        | Liste Le Grand (Majorité Présidentielle) | Philippe Augier (NC)       | Jean-François Le Grand (UMP) | Jérôme Nury (UMP)       |
|        | Liste Le Rachinel (PDF)                  | Éric Pinel                 | Fernand Le Rachinel          | Claude Guitton          |
|        | Liste Dupont (FN)                        | Valérie Dupont             | Philippe Chapron             | Lionel Stiefel          |

## Notoriété
Une étude de décembre 2009 du cabinet LH2 démontre que seulement 15 % des Bas-Normands connaissent spontanément le nom de leur président : Laurent Beauvais, qui n'a pris la présidence régionale qu'en mars 2008.

## Résultats

### Régionaux
| Tête de liste  | Tête de liste          | Liste                   | Premier tour | Premier tour | Second tour | Second tour | Sièges | Sièges |
| Tête de liste  | Tête de liste          | Liste                   | #            | %            | #           | %           | #      | %      |
| -------------- | ---------------------- | ----------------------- | ------------ | ------------ | ----------- | ----------- | ------ | ------ |
|                | Laurent Beauvais*      | PS - PRG - PCF          | 157 007      | 32,55        | 296 128     | 57,15       | 32     | 68,08  |
|                | François Dufour        | EÉ                      | 57 912       | 12,01        | 296 128     | 57,15       | 32     | 68,08  |
|                | Jean-François Le Grand | Majorité présidentielle | 133 558      | 27,69        | 222 018     | 42,80       | 15     | 31,92  |
|                | Rodolphe Thomas        | MoDem                   | 42 942       | 8,90         |             |             |        |        |
|                | Valérie Dupont         | FN                      | 41 942       | 8,70         |             |             |        |        |
|                | Christine Coulon       | NPA - PG                | 24 046       | 4,99         |             |             |        |        |
|                | Fernand Le Rachinel    | PDF                     | 17 898       | 3,71         |             |             |        |        |
|                | Pierre Casevitz        | LO                      | 6 982        | 1,45         |             |             |        |        |
|                |                        |                         |              |              |             |             |        |        |
| Inscrits       | Inscrits               | Inscrits                | 1 066 971    | 100,00       | 1 066 736   | 100,00      |        |        |
| Abstention     | Abstention             | Abstention              | 564 800      | 52,93        | 518 735     | 48,63       |        |        |
| Votants        | Votants                | Votants                 | 502 171      | 47,07        | 548 001     | 51,37       |        |        |
| Blancs et nuls | Blancs et nuls         | Blancs et nuls          | 20 103       | 4,00         | 29 756      | 5,43        |        |        |
| Exprimés       | Exprimés               | Exprimés                | 482 068      | 96,00        | 518 245     | 94,57       |        |        |

* liste du président sortant

### Départementaux

#### Calvados
| Tête de liste  | Tête de liste     | Liste                   | Premier tour | Premier tour | Second tour | Second tour | Sièges | Sièges |
| Tête de liste  | Tête de liste     | Liste                   | #            | %            | #           | %           | #      | %      |
| -------------- | ----------------- | ----------------------- | ------------ | ------------ | ----------- | ----------- | ------ | ------ |
|                | Corinne Feret*    | PS - PRG - PCF          | 72 173       | 32,98        | 139 741     | 60,00       | 15     | 71,43  |
|                | Pascale Cauchy    | EÉ                      | 26 800       | 12,25        | 139 741     | 60,00       | 15     | 71,43  |
|                | Philippe Augier   | Majorité présidentielle | 51 526       | 23,54        | 93 172      | 40,00       | 6      | 28,57  |
|                | Rodolphe Thomas   | MoDem                   | 28 051       | 12,82        |             |             |        |        |
|                | Valérie Dupont    | FN - LN                 | 19 089       | 8,72         |             |             |        |        |
|                | Fabrice Fourre    | NPA - PG                | 11 596       | 5,30         |             |             |        |        |
|                | Éric Pinel        | PDF                     | 6 370        | 2,91         |             |             |        |        |
|                | Christophe Garcia | LO                      | 3 255        | 1,49         |             |             |        |        |
|                |                   |                         |              |              |             |             |        |        |
| Inscrits       | Inscrits          | Inscrits                | 481 125      | 100,00       | 480 974     | 100,00      |        |        |
| Abstention     | Abstention        | Abstention              | 254 533      | 52,90        | 234 913     | 48,84       |        |        |
| Votants        | Votants           | Votants                 | 226 592      | 47,10        | 246 061     | 51,16       |        |        |
| Blancs et nuls | Blancs et nuls    | Blancs et nuls          | 7 732        | 3,41         | 13 144      | 5,34        |        |        |
| Exprimés       | Exprimés          | Exprimés                | 218 860      | 96,59        | 232 917     | 94,66       |        |        |

* liste du président sortant

#### Manche
| Tête de liste  | Tête de liste          | Liste                   | Premier tour | Premier tour | Second tour | Second tour | Sièges | Sièges |
| Tête de liste  | Tête de liste          | Liste                   | #            | %            | #           | %           | #      | %      |
| -------------- | ---------------------- | ----------------------- | ------------ | ------------ | ----------- | ----------- | ------ | ------ |
|                | Jean-François Le Grand | Majorité présidentielle | 54 004       | 32,46        | 82 680      | 45,69       | 6      | 35,29  |
|                | Jean-Pierre Godefroy*  | PS - PRG - PCF          | 51 524       | 30,97        | 98 277      | 54,31       | 11     | 64,71  |
|                | François Dufour        | EÉ                      | 20 396       | 12,26        | 98 277      | 54,31       | 11     | 64,71  |
|                | Gabriel Daube          | MoDem                   | 10 161       | 6,11         |             |             |        |        |
|                | Philippe Chapron       | FN                      | 12 188       | 7,33         |             |             |        |        |
|                | Nathalie Menard        | NPA - PG                | 7 945        | 4,78         |             |             |        |        |
|                | Fernand Le Rachinel    | PDF                     | 7 898        | 4,75         |             |             |        |        |
|                | Isabelle Peltre        | LO                      | 2 265        | 1,36         |             |             |        |        |
|                |                        |                         |              |              |             |             |        |        |
| Inscrits       | Inscrits               | Inscrits                | 372 496      | 100,00       | 372 475     | 100,00      |        |        |
| Abstention     | Abstention             | Abstention              | 198 375      | 53,26        | 180 837     | 48,55       |        |        |
| Votants        | Votants                | Votants                 | 174 121      | 46,74        | 191 638     | 51,45       |        |        |
| Blancs et nuls | Blancs et nuls         | Blancs et nuls          | 7 740        | 4,45         | 10 681      | 5,57        |        |        |
| Exprimés       | Exprimés               | Exprimés                | 166 381      | 95,55        | 180 957     | 94,43       |        |        |

* liste du président sortant

#### Orne
| Tête de liste  | Tête de liste     | Liste                   | Premier tour | Premier tour | Second tour | Second tour | Sièges | Sièges |
| Tête de liste  | Tête de liste     | Liste                   | #            | %            | #           | %           | #      | %      |
| -------------- | ----------------- | ----------------------- | ------------ | ------------ | ----------- | ----------- | ------ | ------ |
|                | Laurent Beauvais* | PS - PRG - PCF          | 33 262       | 34,35        | 58 173      | 55,74       | 6      | 66,67  |
|                | Yanic Soubien     | EÉ                      | 10 683       | 11,03        | 58 173      | 55,74       | 6      | 66,67  |
|                | Jérôme Nury       | Majorité présidentielle | 27 921       | 28,84        | 46 198      | 44,26       | 3      | 33,33  |
|                | Lionel Stiefel    | FN                      | 10 661       | 11,01        |             |             |        |        |
|                | Odile Lecrosnier  | MoDem                   | 4 712        | 4,87         |             |             |        |        |
|                | Jean-Claude Marie | NPA - PG                | 4 503        | 4,65         |             |             |        |        |
|                | Claude Guitton    | PDF                     | 3 620        | 3,74         |             |             |        |        |
|                | David Launay      | LO                      | 1 465        | 1,51         |             |             |        |        |
|                |                   |                         |              |              |             |             |        |        |
| Inscrits       | Inscrits          | Inscrits                | 213 350      | 100,00       | 213 287     | 100,00      |        |        |
| Abstention     | Abstention        | Abstention              | 111 892      | 52,45        | 102 985     | 48,28       |        |        |
| Votants        | Votants           | Votants                 | 101 458      | 47,55        | 110 302     | 51,72       |        |        |
| Blancs et nuls | Blancs et nuls    | Blancs et nuls          | 4 631        | 4,56         | 5 931       | 5,38        |        |        |
| Exprimés       | Exprimés          | Exprimés                | 96 827       | 95,44        | 104 371     | 94,62       |        |        |

* liste du président sortant